# Henning & Andres

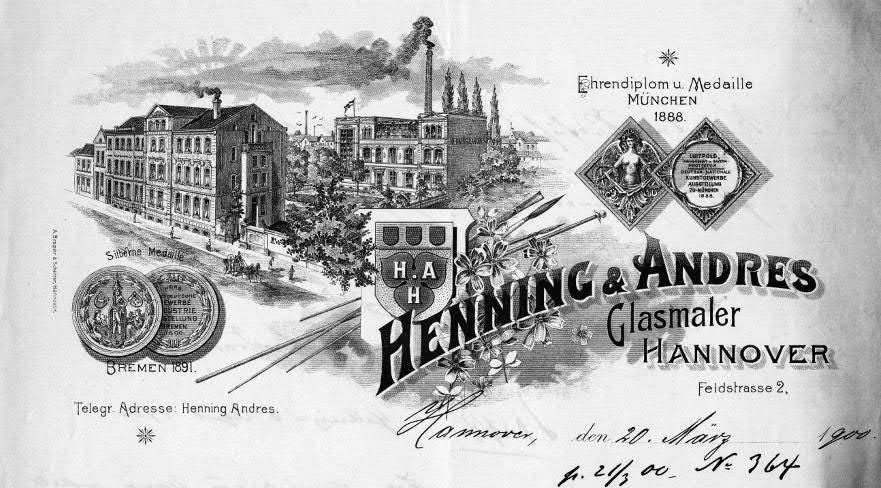
Briefkopf der Firma an der Feldstraße Ecke Hildesheimer Straße in der Südstadt von Hannover;
gedruckt von A. Brager & Scherrer, datiert 20. März 1900

Henning & Andres war eine bedeutende Werkstatt für Glasmalerei in Hannover.

## Geschichte

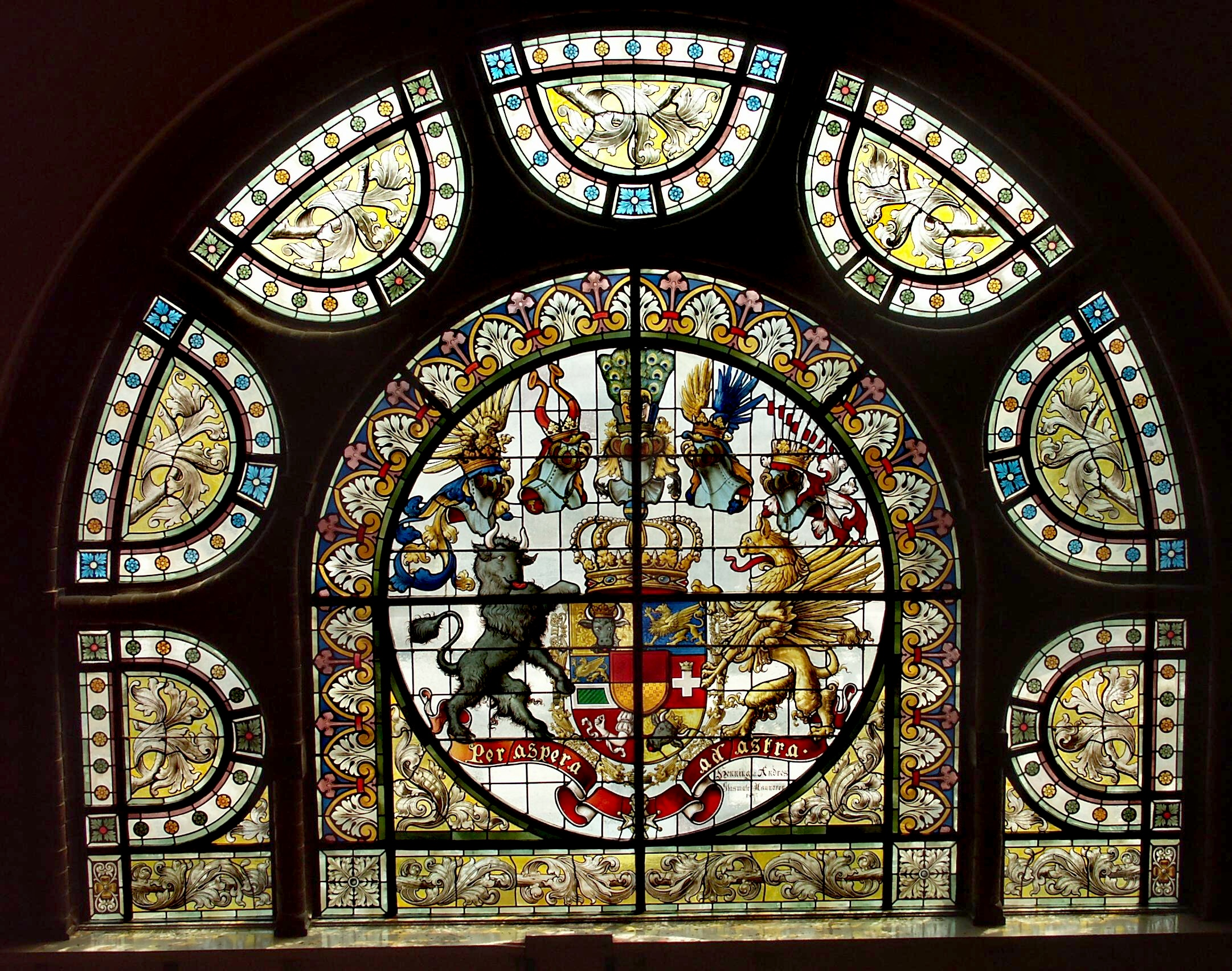
Das in Bleiglas gefasste Wappen von Mecklenburg in der Reichsbahndirektion Schwerin, datiert 1897

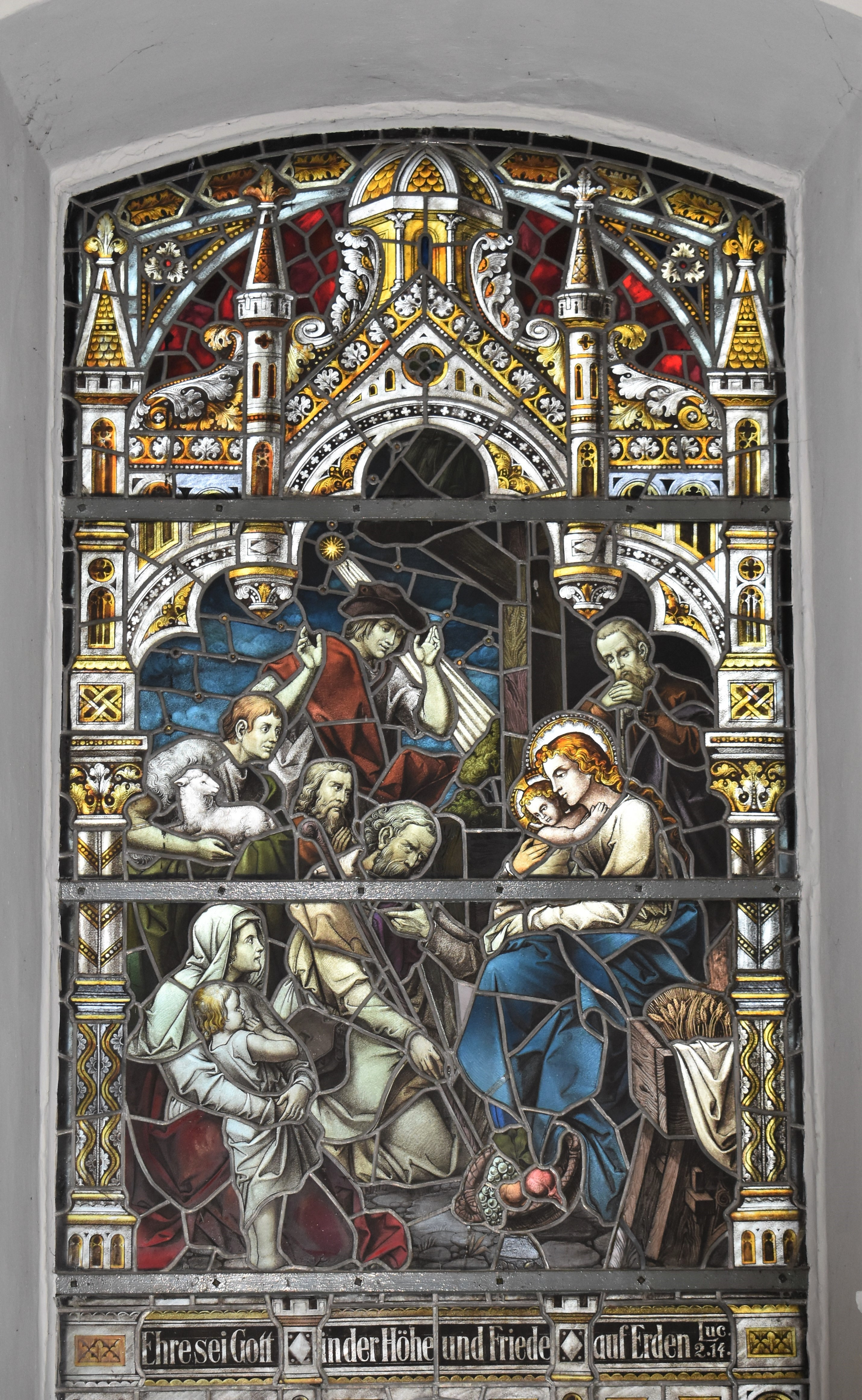
Anbetung der Maria mit dem Jesuskinde;
in der St.-Michaelis-Kirche in Wehmingen

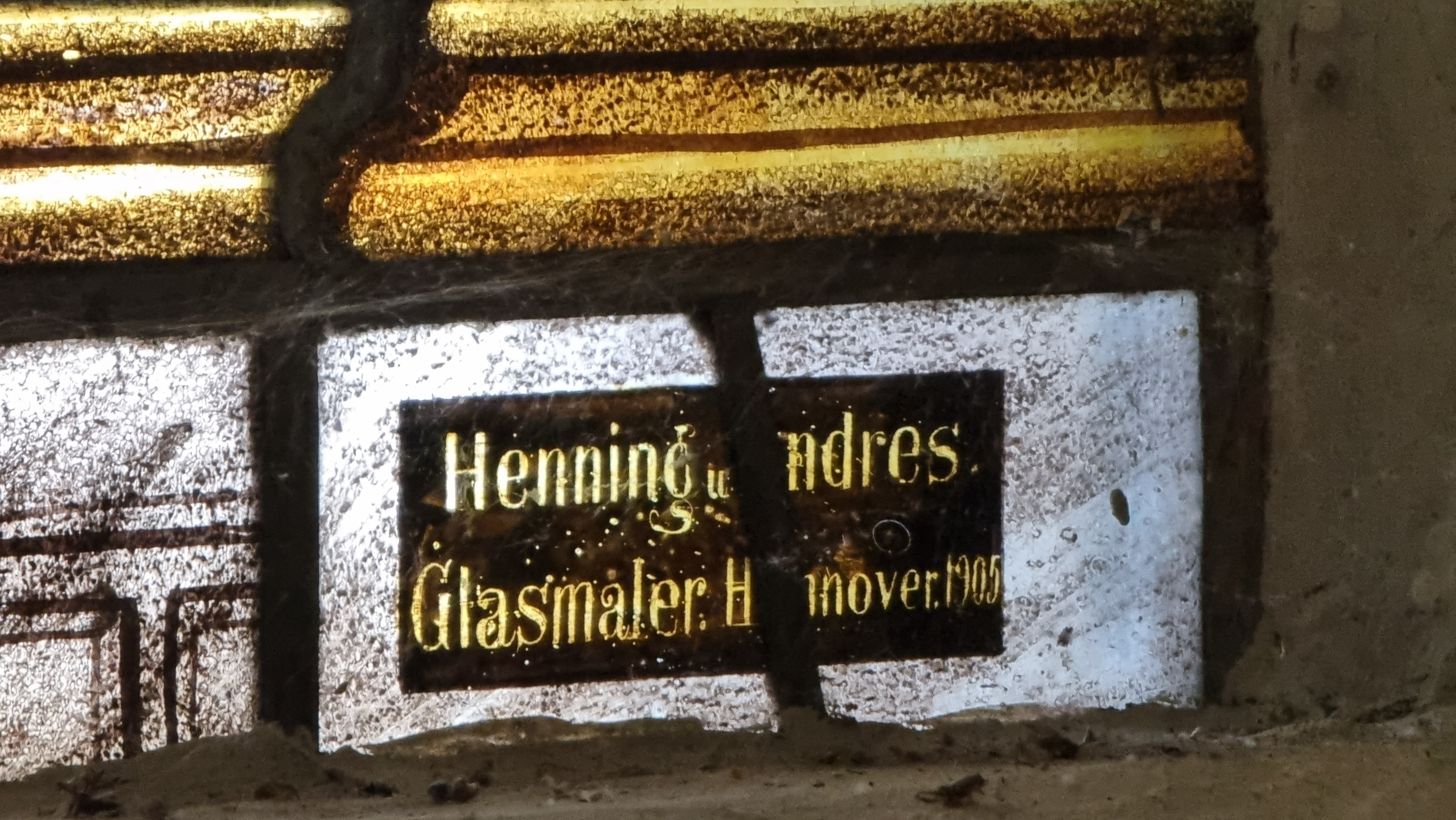
Firmensignatur „Henning u. Andres. Glasmaler. Hannover. 1905“ in einem Kirchenfenster von St. Michaelis in Wehmingen

Im Oktober 1885 siedelten die beiden aus Münster stammenden und dort mutmaßlich ausgebildeten Glasmaler Hubert Henning (1859–1940) und Johann Andres gleichzeitig nach Hannover über und eröffneten im Folgejahr 1886 ihre erste Werkstatt für Glasmalerei unter der Adresse Friesenstraße 6a. Dies belegt neben dem erstmaligen Eintrag im Adressbuch der Stadt Hannover für 1887 als auch das älteste bekannte ihrer erhaltenen Werke in der Martinskirche in Bernburg. Am 25. März 1895 erwarb Henning ein Haus in der Feldstraße 2, das bis zum Ende der Werkstatt im Jahr 1940 zugleich als Wohn- und Firmensitz diente.
Hubert Henning und Johann Andres führten ihren Betrieb im Sinne des zeitgenössischen Ideals des engen Ineinandergreifens von Kunst und Handwerk. Dabei zeichnete Henning eher für die künstlerischen Aspekte und die Verhandlungen mit den Auftraggebern verantwortlich, während Andres sich um die Umsetzung der Kartonentwürfe in Glas und Bleiruten kümmerte und die wirtschaftliche Leitung innehatte. Angenommen werden weitere Formen der Arbeitsteilung im Betrieb etwa unter den Mitarbeitern.
Die Firma nahm erfolgreich an mehreren Ausstellungen teil, stellte beispielsweise mehrere ihrer Arbeiten auf dem Sammelstand der Hannoveraner 1888 auf der Deutsch-nationalen Kunstgewerbe-Ausstellung zu München aus. Hierfür erhielt das Unternehmen eine Medaille mit Ehrendiplom „für gute musivische farbige Glasfenster“. 1890 wurde die Firma auf der Nordwest-Deutschen Gewerbe- und Industrieausstellung in Bremen mit einer Silbermedaille prämiert. Abbildungen dieser beiden Auszeichnungen zierten beispielsweise den Briefkopf des von A. Brager & Scherrer gedruckten und von Henning & Andres auf den 20. März 1900 handschriftlich datierten Briefbogens: Er zeigt zwischen den beiden Medaillen und hinter einem mittig aufgebrachten Logo mit den Buchstaben HAH auf dreiblättrigem Kleeblatt ein Fabrikgebäude mit rauchendem Schornstein an der Feldstraße hinter einem Gartenpark, vor dem das ebenfalls zum Firmengelände gehörige Wohngebäude an der Hildesheimer Straße stand, das Hubert Henning als Wohnhaus gedient haben könnte.
Im Sommer 1901 beteiligte sich das Unternehmen an der ersten Deutschen Glasmalerei-Ausstellung in Karlsruhe. Als einer der wenigen Aussteller aus Norddeutschland zeigte Henning & Andres dort ein im Stil der Gotik gestaltetes Fenster „Maria mit dem Jesuskinde“, das dann auch in der großformatigen Sammelmappe Meisterwerke der deutschen Glasmalerei reproduziert wurde.
Nach Andres Tod 1913 – von den beiden Künstlern wurden bis zum Jahr 2017 bisher 95 datierte Aufträge bekannt – führte Henning die Werkstatt alleine weiter und signierte ab 1914 mit der Künstlersignatur „Hub. Henning“. Doch der Erste Weltkrieg, die Deutsche Hyperinflation und die Wirtschaftskrise der 1920er Jahre ließ die Auftragslage wie auch bei anderen Glasmalern erheblich einbrechen. Aus der Zeit nach dem Tode seines Kompagnons wurden nur noch sieben von insgesamt 102 datierte Arbeiten aus der hannoverschen Glasmalwerkstatt ermittelt. Die Mehrzahl ihrer Arbeiten schufen Henning und Andres für evangelische Kirchen, rund 35 Prozent auch für Sakralgebäude von katholischen Kirchengemeinden.
Mit dem Tod Hennings 1940 endete auch die Glasmalwerkstatt in der Feldstraße, in der noch eine Weile Hennings Tochter Bertha wohnte, bis durch die Luftangriffe auf Hannover während des Zweiten Weltkrieges das Haus ein Opfer der Fliegerbomben wurde.

## Bekannte Werke
Bildnisse von Reformatoren in der Michaeliskirche in Wehmingen:

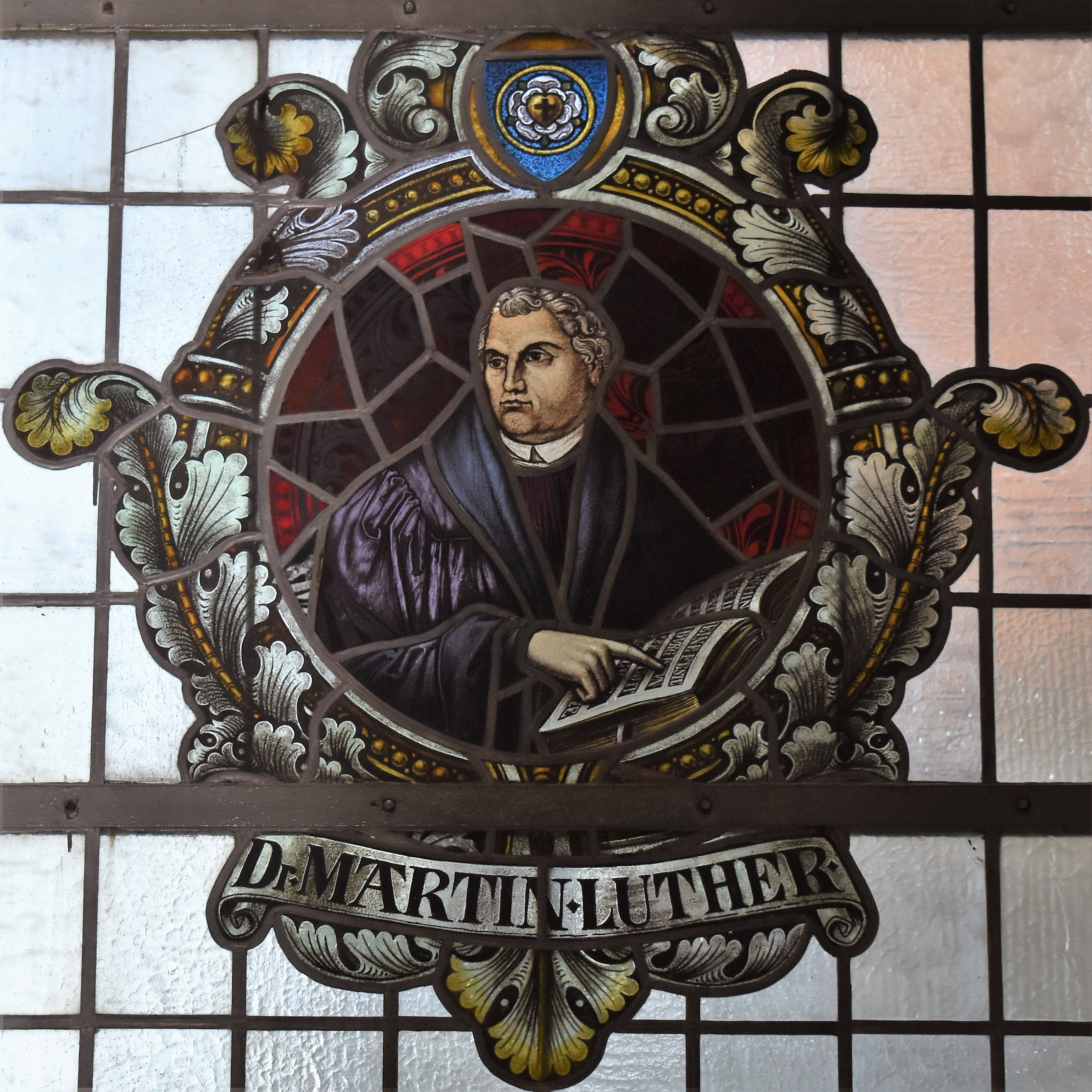
Martin Luther
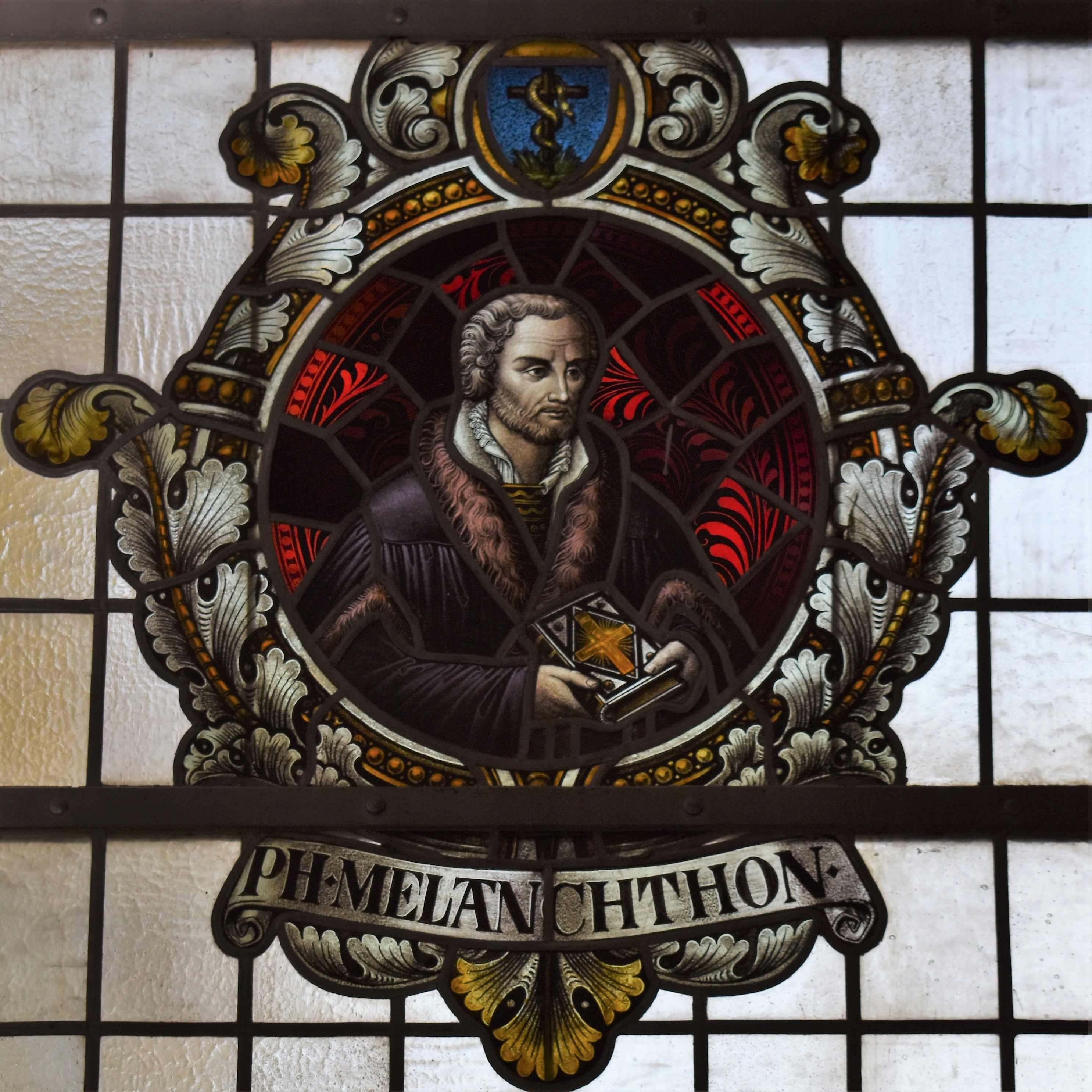
Philipp Melanchthon
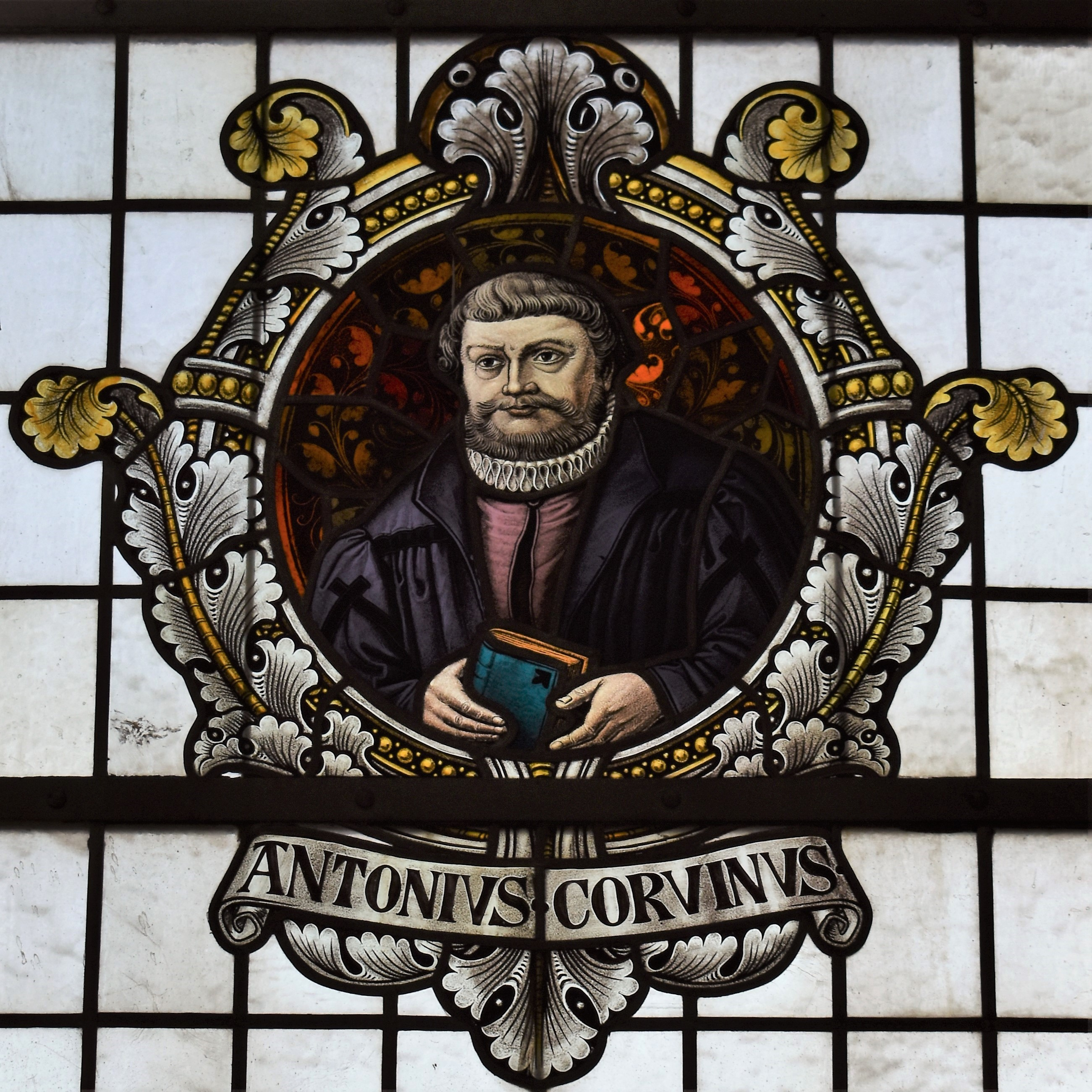
Antonius Corvinus
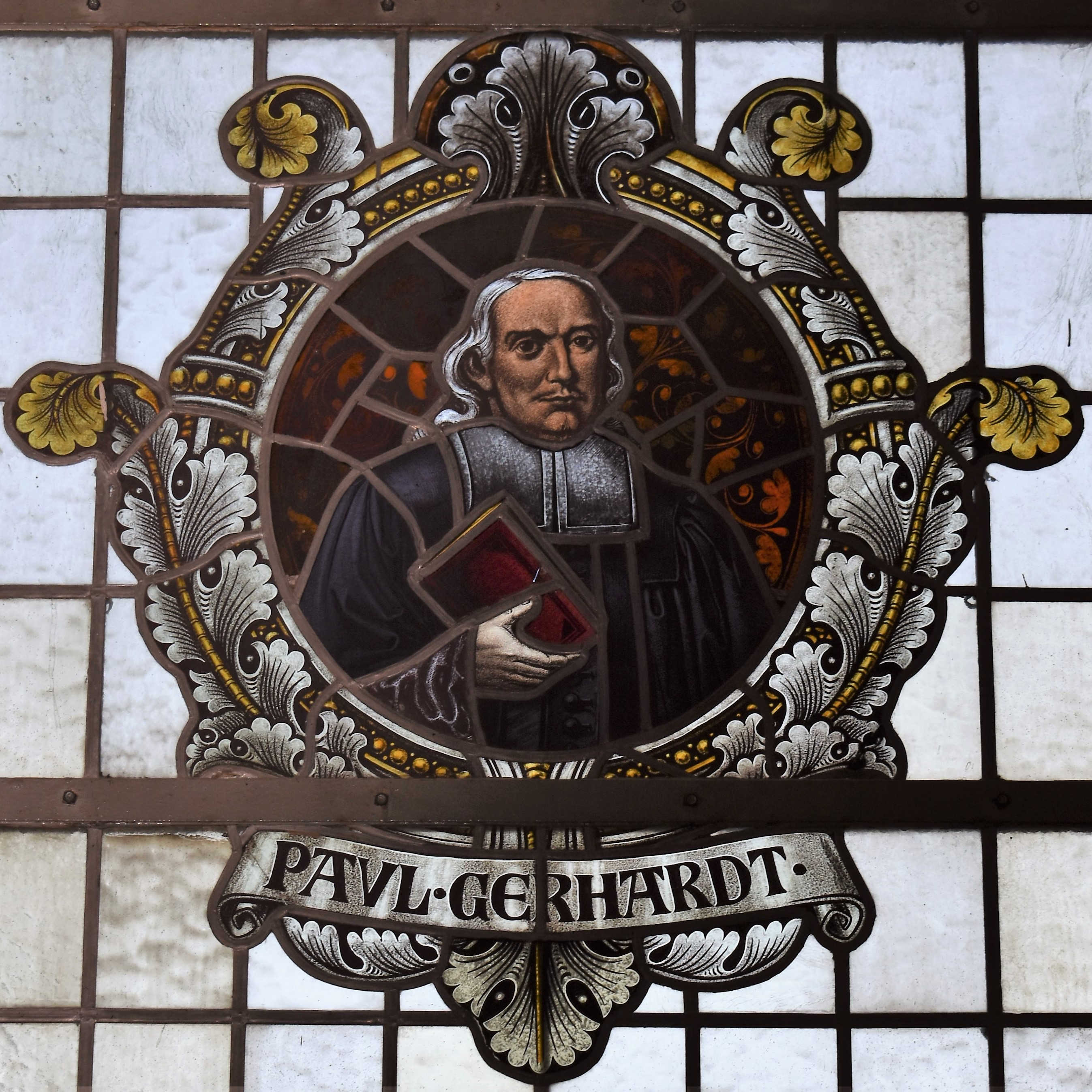
Paul Gerhard

In folgenden Bundesländern sind  von Henning & Andres beziehungsweise „Hub. Henning“ bisher folgende Zahlen für Verglasungen bekannt geworden:
- Niedersachsen: „[...] in mehr als 90 Kirchen“;[2]
- Nordrhein-Westfalen: 10;[2]
- Sachsen-Anhalt: 5;[2]
- Thüringen: 3;[2]
- Schleswig-Holstein: 3[2]

sowie je eine Verglasung in Hamburg, Hessen (Haueda, ev. Kirche), Mecklenburg-Vorpommern und Sachsen. Bekannt wurden auch Arbeiten der Firma in fünf Kirchen Berlins, die jedoch sämtlich durch Kriegseinwirkungen zerstört wurden.

## Belege
1. ↑  o. V.: Christian Scholl, Harald Storz (Hg.) / Sichtlich evangelisch (...), Abstract zum Buch auf der Seite der Georg-August-Universität Göttingen [ohne Datum], zuletzt abgerufen am 3. Oktober 2022
2. 1 2 3 4 5 6 7 8 9 10 11 12 13  Harald Storz: Die Glasmalwerkstatt Henning & Andres, in Christian Scholl, Harald Storz: Sichtlich evangelisch. Die Glasfenster der Jakobikirche in Göttingen von 1900/1901 und die Hannoveraner Glasmalwerkstätten Henning & Andres und Lauterbach & Schröder, Ausstellungskatalog für die Veranstaltung in der Jacobikirche vom 27. März  bis 23. Juli 2017 in Göttingen, Göttingen: Universitätsverlag Göttingen, 2017, ISBN 978-3-86395-302-7 und ISBN 3-86395-302-9; passim, v. a. S. 65–73; vollständig als PDF-Dokument herunterladbar von der Datenbank researchgate.net
3. ↑  gering aufgelöstes Digitalisat des Briefkopfes von Henning & Andres vom 20. März 1900

Koordinaten: 50° 58′ 42,2″ N, 9° 44′ 51,3″ O

## Weblinks

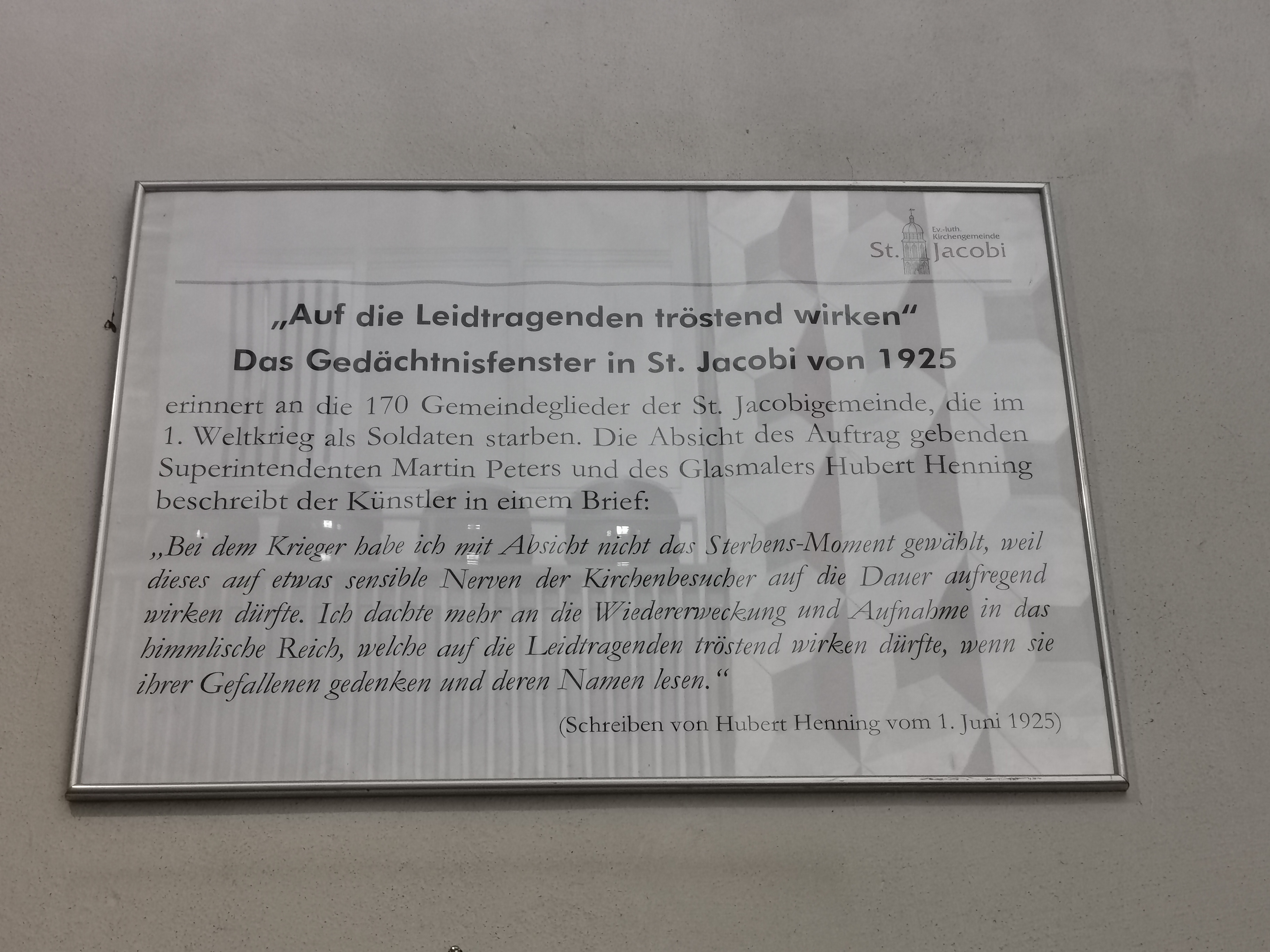
Brief von Hubert Henning zu einem Auftrag in Göttingen.